# Emmanuel Kiwanuka Nsubuga

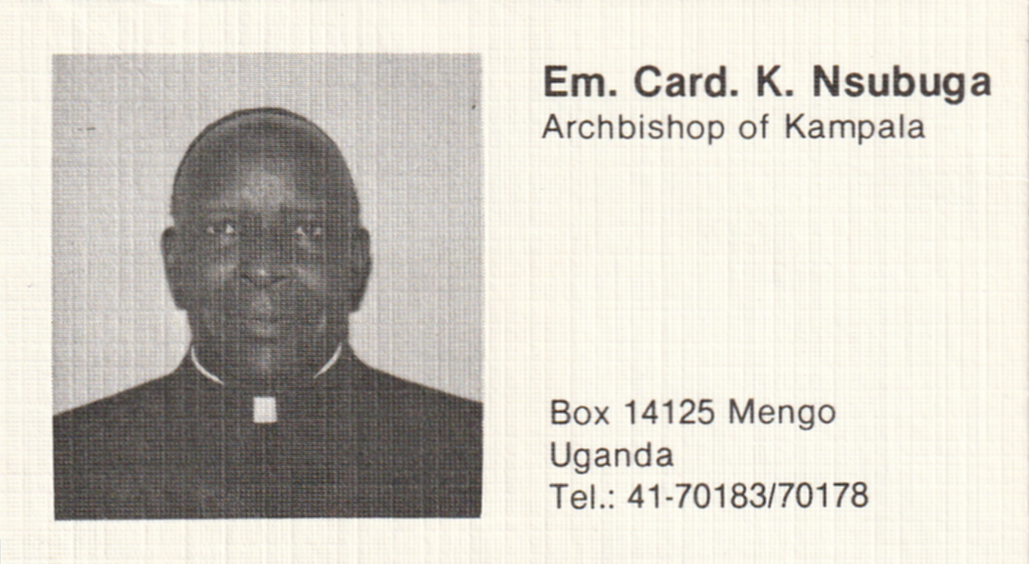
Visitenkarte von Kardinal Emmanuel K. Nsubuga (Sept. 1984)

Emmanuel Kardinal Kiwanuka Nsubuga (* 5. November 1914 in Kisule, Uganda; † 20. April 1991 in Köln, Deutschland) war Erzbischof von Kampala.

## Leben
Emmanuel Kiwanuka Nsubuga studierte im Priesterseminar von Katigondo die Fächer Philosophie und Katholische Theologie. Er empfing 1946 das Sakrament der Priesterweihe und arbeitete anschließend als Gemeindeseelsorger. Von 1961 bis 1966 leitete er als Generalvikar die Verwaltung des Erzbistums Kampala. 
1966 ernannte ihn Papst Paul VI. zum Erzbischof von Kampala. Die Bischofsweihe spendete ihm am 30. Oktober 1966 Kardinal Laurean Kardinal Rugambwa, Erzbischof von Daressalam in Tansania; Mitkonsekratoren waren der spätere Kardinal Guido Del Mestri, Nuntius in Kenia, und Jean-Marie-Gaëtan Ogez, Bischof von Mbarara in Uganda.
Emmanuel Kiwanuka Nsubuga leitete von 1967 bis 1975 die Bischofskonferenz Ugandas. 1976 nahm ihn Papst Paul VI. als Kardinalpriester mit der Titelkirche Santa Maria Nuova in das Kardinalskollegium auf. 
Emmanuel Kiwanuka Nsubuga legte die Leitung des Erzbistums Kampala 1990 aus Altersgründen nieder. Er starb während eines Besuchs in der Bundesrepublik Deutschland am 20. April 1991 in Köln. Bestattet wurde er in der Kathedrale von Kampala.